# Джонс, Уэйн
Уэ́йн Джонс (англ. Wayne Jones, род. 24 декабря 1959 года) — валлийский бывший профессиональный игрок в снукер.

## Карьера
Хотя Джонс ни разу не был в Топ-16, он много раз достигал четвертьфиналов рейтинговых турниров. Лучшим результатом Джонса является финал Mercantile Credit Classic 1989 года, когда он проиграл своему соотечественнику Дугу Маунтджою 11:13. Примечательно, что по ходу того матча Уэйн лидировал 11:9. Он также четыре раза попадал в финальную стадию чемпионата мира, но лишь однажды, в 1989-м, вышел в 1/8 финала. Тогда валлиец победил в 1/16 финала Нила Фудса 10:9, а в следующем матче проиграл Дину Рейнолдсу 3:13. На этом же турнире Джонс сделал свой высший брейк - 138 очков.